# Chimbas
Chimbas es la denominación que recibe un continuo urbano del componente Chimbas, constituido por un importante número de barrios que se encuentran al suroeste y centro sur del departamento Chimbas, que está localizado en el sector norte de la aglomeración urbana del Gran San Juan (en el centro sur de la provincia de San Juan, en el centro oeste de Argentina).

## Población

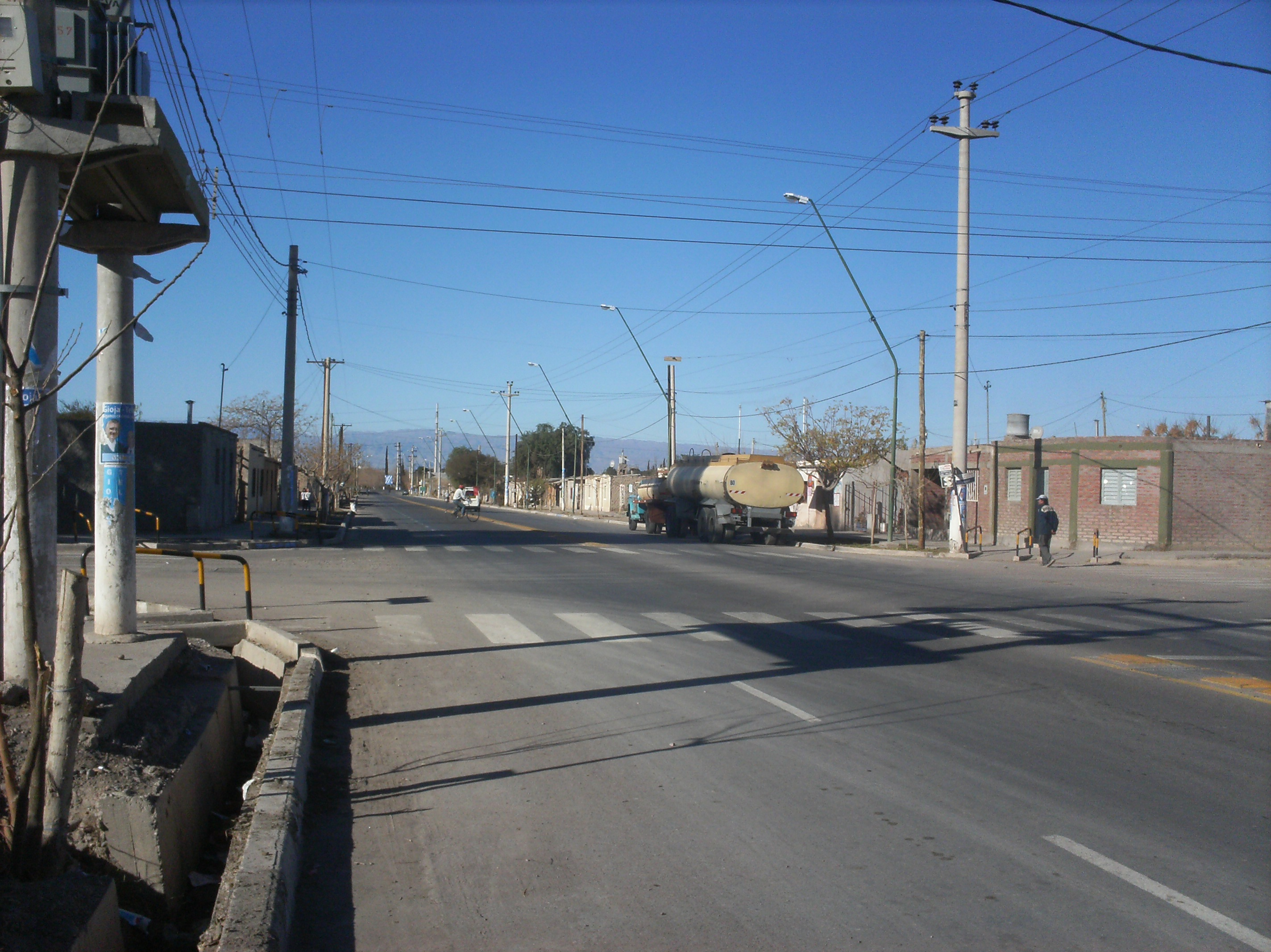
Una de sus calles.

El componente Chimbas cuenta con 70,573 habitantes (Indec, 2001)

## Toponimia
Chimbas es una palabra quechua que significa ‘pedregal’. Esto también se basa en lo geográfico, dado que la ciudad está emplazada en las cercanías de la costa río San Juan, que posea cantos rodados de distintos tamaños dispersos por doquier y que se hallan expuestos por diversos lados, por la oscilante variación de flujo del río.

## Economía
El principal sustento económico son las actividades vinculadas al cultivo e industrialización de la vid y la actividad comercial ya que la población se traslada hacia la ciudad de San Juan.
En esta localidad se encuentran las instalaciones del parque industrial de la provincia, que alberga varias industrias, entre las que sobresalen una planta de tratamiento de residuos patogénicos y la fábrica de carburo, ubicadas a orillas del río, las que generan una gran demanda de empleos. Las márgenes del río San Juan permiten la extracción de arena.

## Sismicidad
La sismicidad del área de Cuyo (centro oeste de Argentina) es frecuente y de intensidad baja, y un silencio sísmico de terremotos medios a graves cada 20 años en distintas áreas aleatorias.

### Terremoto de Mendoza (1861)
Aunque la actividad geológica ocurre desde épocas prehistóricas, el terremoto de Mendoza del 20 de marzo de 1861 señaló un hito importante dentro de la historia de eventos sísmicos argentinos ya que fue el más fuerte registrado y documentado en el país. A partir del mismo la política de los sucesivos gobiernos mendocinos y municipales han ido extremando cuidados y restringiendo los códigos de construcción.

#### Terremoto de San Juan (1944)
Con el terremoto de San Juan de 1944 del 15 de enero (hace 81 años) el gobierno sanjuanino tomó estado de la enorme gravedad sísmica de la región.

### Terremoto de Caucete (1977)
El 23 de noviembre de 1977, la región fue asolada por el terremoto de Caucete, que dejó como saldo algunas víctimas mortales y 40 000 personas sin hogar.
El área de licuefacción fue muy extensa (posiblemente de miles de km²). En la ciudad de San Juan ―a 70 km del epicentro― se observó el efecto más dramático de la licuefacción: se vieron grandes cantidades de arena en las fisuras de hasta 1 metro de anchura y más de 2 metros de profundidad. En algunas de las casas sobre esas fisuras, el terreno quedó cubierto de más de 0.1 m de arena.
En recuerdo de este sismo, la Dictadura militar emitió un decreto que creaba el Día de la Defensa Civil.

## Parroquias de la Iglesia católica en Chimbas
| Arquidiócesis | San Juan de Cuyo                                                                           |
| ------------- | ------------------------------------------------------------------------------------------ |
| Parroquias    | Nuestra Señora de la Luz, Nuestra Señora del Rosario de Andacollo, Santo Domingo de Guzmán |